# Sayyid Abdullah ibn Khalifa
Abdullah ibn Khalifa al Bu Said, född 12 februari 1910 i Stone Town, Zanzibar, död 1 juli 1963 i Stone Town, Zanzibar, Han efterträddes av sin son Sayyid Jamshid ibn Abdullah som sultan av Zanzibar.